# Större kaktustangara
Större kaktustangara (Geospiza propinqua) är en fågelart i familjen tangaror inom ordningen tättingar.

## Utseende
Större kaktustangara är en finkliknande fågel med rätt stor näbb som verkar utdragen. Den enda andra liknande fågel i dess utbredningsområde är större darwintangara. Jämfört med denna är större kaktustangara mindre, med mindre rundad näbb som är tydligt längre än vad den är hög. Färgen är helt svart hos häckande hanar, med inslag av gult hos honor och hanar utanför häckningstid. Hanens fjäderdräkt är sotsvart, honans brun med ljusare undersida som är fläckad i grått. 

## Utbredning och systematik
Fågeln förekommer endast på ön Genovesa i Galápagosöarna. Den betraktades tidigare som en underart av Geospiza conirostris.

### Familjetillhörighet
Liksom andra finkliknande tangaror placerades denna art tidigare i familjen Emberizidae. Genetiska studier visar dock att den är en del av tangarorna.

## Levnadssätt
Fågeln är vanlig i torra områden nära kusten. Den ses ofta födosöka på kaktusblommor av Opuntia.

## Status
Större kaktustangara har ett mycket litet utbredningsområde begränsat till en enda ö. Beståndet tros bestå av under 1000 vuxna individer.
Arten kategoriseras av IUCN som sårbar.

## Namn
Denna art tillhör en grupp fåglar som traditionellt kallas darwinfinkar. För att betona att de inte tillhör familjen finkar utan är istället finkliknande tangaror justerade BirdLife Sveriges taxonomikommitté 2020 deras namn i sin officiella lista över svenska namn på världens fågelarter.